# Jacques-René Rabier
Pour les articles homonymes, voir Rabier.
Jacques-René Rabier est un haut fonctionnaire français né le 16 septembre 1919 dans le 18e arrondissement de Paris et mort le 28 juin 2019.
Il est directeur de cabinet de Jean Monnet de 1946 à 1952, avant d'inventer l'Eurobaromètre, qui réalise les premiers sondages européens.

## Biographie

### Jeunesse et formation
Jacques-René Rabier fait sa scolarité secondaire au lycée Rollin. Il étudie ensuite l'économie et le droit à la faculté de droit de Paris, où il est l'étudiant de François Perroux. Titulaire d'un DES de droit public et un autre d'économie, il est diplômé de l'École libre des sciences politiques.
Durant la Seconde Guerre mondiale, il est mobilisé à l'École de cavalerie de Saumur, puis participe à des chantiers de jeunesse en zone libre, jusqu'en 1943. Il se lie aux milieux intellectuels animés par la philosophie personnaliste d'Emmanuel Mounier. 
En 1945, il épouse Anne-Marie Rousseau avec qui il aura six enfants.

### Parcours professionnel
Entre 1945 et 1952, il est membre du comité de rédaction de la revue Esprit.
De 1946 à 1952, il est chargé de mission au Commissariat général du Plan de modernisation et d’équipement, directeur de cabinet de Jean Monnet.
De 1953 à 1972, il est directeur du service d’information de la Haute Autorité à Luxembourg, puis directeur du service commun d’information des trois Exécutifs européens, en 1960 et ultérieurement directeur général de l’information de la Commission européenne.
De 1973 à 1987, il est directeur général honoraire, à la suite du premier élargissement de la CEE. Conseiller spécial de la Commission européenne, il met en place avec une toute petite équipe, l’Eurobaromètre. Il s'agit à l'initiative de la Commission européenne, de mettre en place une enquête de suivi régulier des attitudes sociales et politiques des citoyens européens vis-à-vis de l’UE et de ses institutions.

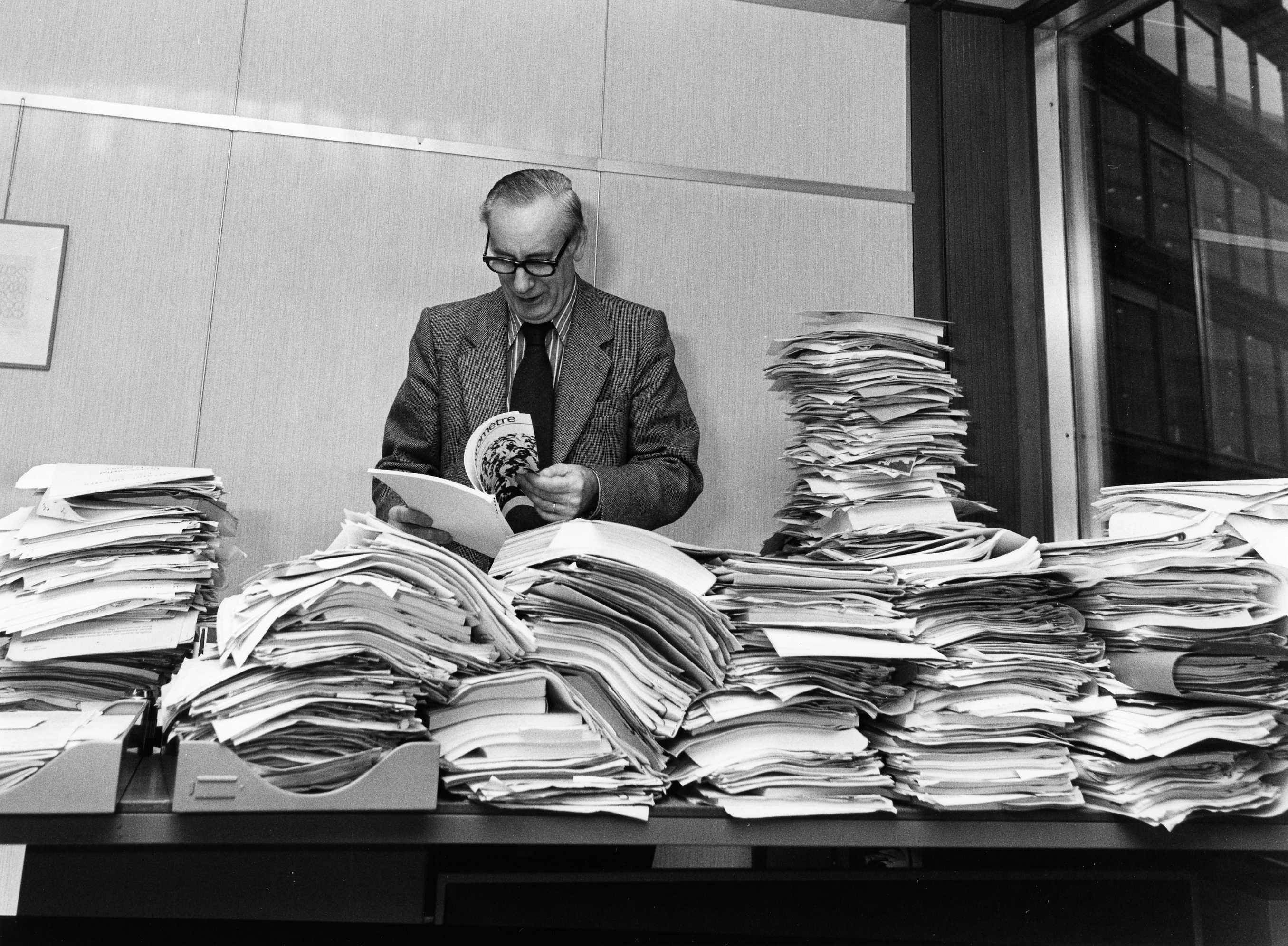
Jacques-René Rabier en 1979 en tant que conseiller spécial de la Commission européenne

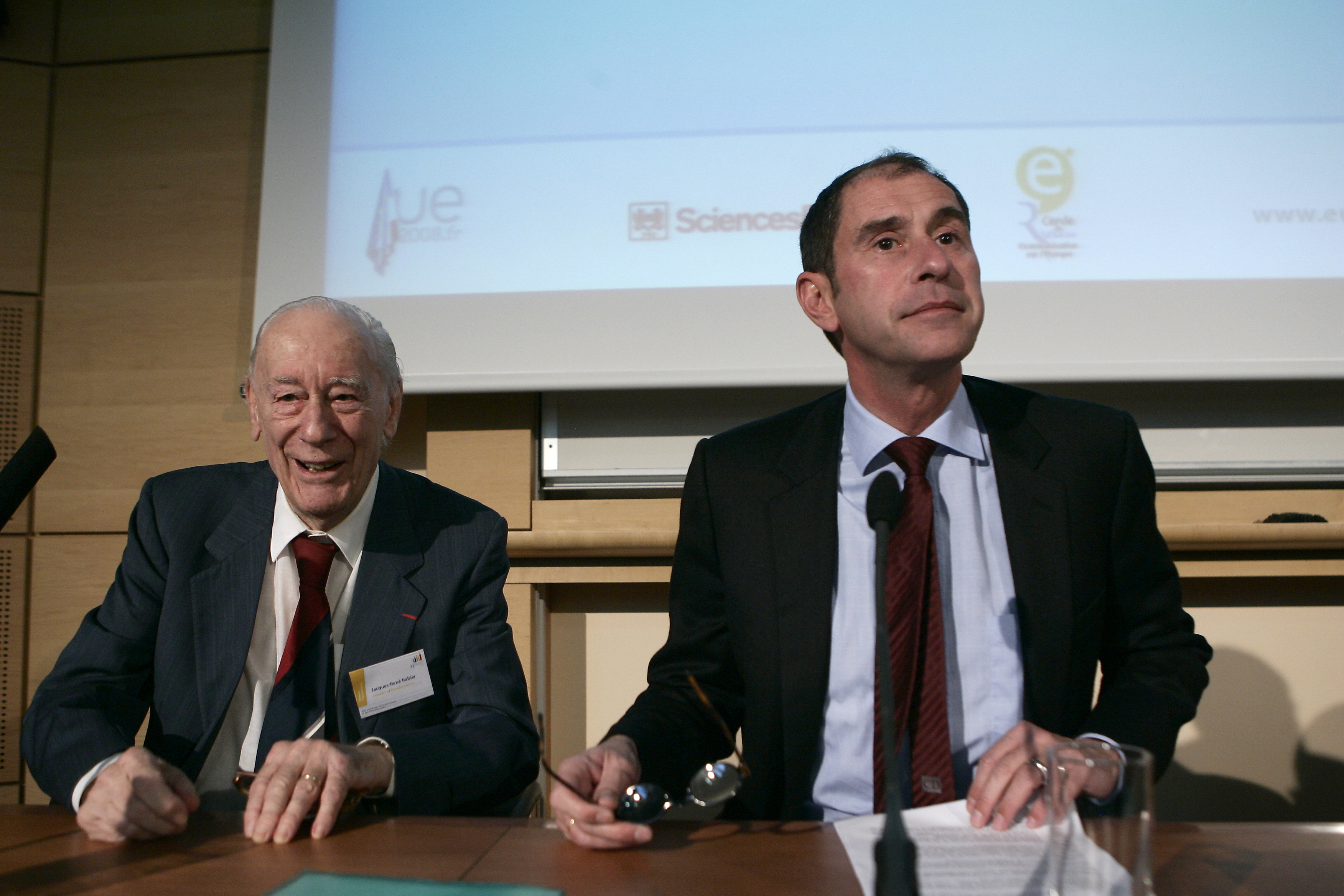
Jacques-René Rabier (à gauche) et Richard Descoings en 2008 lors des 35 ans de l'Eurobaromètre.